# أوسكار كارفاليو
أوسكار كارفاليو هو لاعب كرة قدم برتغالي في مركز الدفاع، ولد في 22 ديسمبر 1903 في بورتو في البرتغال. شارك في الألعاب الأولمبية الصيفية 1928. وشارك مع منتخب البرتغال لكرة القدم. أما مع النوادي، فقد لعب مع نادي بوافيشتا ونادي بورتو ونادي ليتشويس.

## وصلات خارجية
- أوسكار كارفاليو على موقع أوليمبيديا (الإنجليزية)